# هاغي برنس
هاغي برنس (بالإنجليزية: Hugh Prince)‏ هو مؤلف موسيقى تصويرية أمريكي، ولد في 9 أغسطس 1906 في غرينفيل في الولايات المتحدة، وتوفي في 15 يناير 1960.

## وصلات خارجية
- هاغي برنس على موقع IMDb (الإنجليزية)
- هاغي برنس على موقع ميوزك برينز (الإنجليزية)
- هاغي برنس على موقع أول ميوزيك (الإنجليزية)
- هاغي برنس على موقع ديسكوغز (الإنجليزية)